# 馬龍尼禮天主教布魯克林聖馬龍教區
馬龍尼禮天主教布魯克林聖馬龍教區（拉丁語：Eparchia Sancti Maronis Bruklyniensis  Maronitarum）是一個位於美國的東儀天主教教區（馬龍尼禮教會），管轄美國東部十六州一特區。
教區成立於1966年1月10日，1971年11月29日教座自底特律遷至布魯克林。2009年有教友33,000人、卅四個堂區、六十一名司鐸。現任教區主教為額我略·若望·曼蘇爾。